# Smith & Wesson SW1911
SW1911 (Smith & Wesson) самозарядний пістолет одинарної дії на рамі з неіржавної сталі, створений на базі пістолета Кольт M1911, створений під набої 9×19mm або .45 ACP.

## Опис
У 2003 році Smith & Wesson представили свій варіант класичного пістолета M1911 під набій .45 ACP самозарядний пістолет SW1911. Цей пістолет отримав параметри, принцип дії та відчуття класичного M1911, але з різноманітними сучасними штрихами. Оновлення конструкції включає зубчасту частину у передній частині затвора для полегшення використання і розробки, запобіжник на руків'ї "хвіст бобра", зовнішній екстрактор, легші по вазі курок та спусковий механізм, крім того оновлено внутрішні запобіжники, що запобігти раптовим пострілам при падінні. S&W 1911 має вороновану затворну раму та раму з вуглецевої сталі або затвор та раму з неіржавної сталі у піскоструйній обробці. Крім того є рами з алюмінію зі скандієвим покриття у оригінальній або чорній обробці. Ці оновлення дали конструкцію яка дуже схожа на класичний M1911, з доповненнями, які зазвичай називають "нестандартними", за ціною яка є такою самою, що і у інших виробників.
Smith & Wesson's Performance Center випускає лінійку для змагань, яка відома під назвою PC 1911. У звичайних пістолетів 1911 вага становить від 38 до 39 унцій (від 1,100 до 1,100 г), вага PC 1911 становить приблизно 41 унцію (1,200 г).

## Варіанти

### Калібри
- 9mm
- .45 ACP

### Моделі
- SW1911
- SW1911SC E-Серія
- SW1911 CT E-Серія
- SW1911TA E-Серія
- SW1911 E-Серія
- SW1911 Pro Серія
- SW1911 100th Anniversary Special
- SW1911 TFP
- SW1911PD
- SW1911DK